# 10237 Adzic
10237 Adzic è un asteroide della fascia principale. Scoperto nel 1998, presenta un'orbita caratterizzata da un semiasse maggiore pari a 2,2061688 au e da un'eccentricità di 0,0571701, inclinata di 1,14777° rispetto all'eclittica.
L'asteroide è dedicato allo studente statunitense Vladislav Adzic.